# Чистоозёрье
Чистоозёрье — деревня в Большереченском районе Омской области России. Входит в состав Старокарасукского сельского поселения.

## История
В 1928 году состояла из 78 хозяйств, основное население — русские. В составе Чёрноозёрского сельсовета Большереченского района Тарского округа Сибирского края.

## Население
| 1926 | 2002 | 2010 | 2021 |
| ---- | ---- | ---- | ---- |
| 384  | ↘54  | ↘28  | ↘12  |